# Cap Roșu, Prahova
Cap Roșu este un sat în comuna Florești din județul Prahova, Muntenia, România.